# Persone di nome Attila
| Questa pagina contiene informazioni ricavate automaticamente dalle voci biografiche con l'ausilio del template Bio e di un bot. L'aggiornamento è periodico e automatico e ricostruisce completamente la pagina. Se manca una persona in questa lista, sei pregato di non aggiungerla, ma accertati piuttosto che la sua voce biografica contenga il template Bio e che i dati anagrafici siano correttamente compilati. Se il template Bio manca, inseriscilo tu stesso o, in alternativa, metti l'avviso {{tmp\|Bio}} che ne segnala la mancanza. Se i dati riportati sono sbagliati, correggi direttamente la voce biografica; le modifiche saranno visibili in questa lista entro pochi giorni. Per chiarimenti vedi il progetto antroponimi. La lista contiene solo le 62 persone che sono citate nell'enciclopedia e per le quali è stato implementato correttamente il template Bio. Pagina aggiornata al 23 mar 2025. |

Questa è una lista di persone presenti nell'enciclopedia che hanno il nome Attila, suddivise per attività principale.

## Allenatori di calcio(3)
- Attila Abonyi, allenatore di calcio e calciatore ungherese (Budapest, n. 1946 - † 2023)
- Attila Kuttor, allenatore di calcio e ex calciatore ungherese (Miskolc, n. 1970)
- Attila Pintér, allenatore di calcio e ex calciatore ungherese (Salgótarján, n. 1966)

## Astronomi(1)
- Attila Szing, astronomo ungherese

## Attori(1)
- Attila Hörbiger, attore austriaco (Budapest, n. 1896 - Vienna, † 1987)

## Calciatori(18)
- Attila Busai, ex calciatore ungherese (Budapest, n. 1989)
- Attila Dragóner, ex calciatore ungherese (Budapest, n. 1974)
- Attila Filkor, ex calciatore ungherese (Budapest, n. 1988)
- Attila Fiola, calciatore ungherese (Szekszárd, n. 1990)
- Attila Gyimesi, ex calciatore e ex giocatore di calcio a 5 ungherese (Budapest, n. 1959)
- Attila Hadnagy, ex calciatore rumeno (Sfântu Gheorghe, n. 1980)
- Attila Haris, calciatore ungherese (Szolnok, n. 1997)
- Attila Kerekes, ex calciatore ungherese (Budapest, n. 1954)
- Attila Ladinszky, calciatore ungherese (Budapest, n. 1949 - Budapest, † 2020)
- Attila Lőrinczy, calciatore ungherese (Budapest, n. 1994)
- Attila Mocsi, calciatore ungherese (Sokolce, n. 2000)
- Attila Molnár, calciatore rumeno (Cluj-Napoca, n. 1898)
- Attila Osváth, calciatore ungherese (Veszprém, n. 1995)
- Attila Pinte, ex calciatore slovacco (Šamorín, n. 1971)
- Attila Sallustro, calciatore e allenatore di calcio paraguaiano (Asunción, n. 1908 - Roma, † 1983)
- Attila Simon, calciatore ungherese (Budapest, n. 1983)
- Attila Szalai, calciatore ungherese (Budapest, n. 1998)
- Attila Tököli, ex calciatore ungherese (Pécs, n. 1976)

## Canoisti(2)
- Attila Ábrahám, ex canoista ungherese (Kapuvár, n. 1967)
- Attila Vajda, canoista ungherese (Seghedino, n. 1983)

## Cantanti(4)
- Attila, cantante e conduttore televisivo ungherese (Nagyatád, n. 1981)
- Azahriah, cantante e youtuber ungherese (Budapest, n. 2002)
- Attila Csihar, cantante e chitarrista ungherese (Budapest, n. 1971)
- Desh, cantante ungherese (Budapest, n. 2001)

## Cestisti(3)
- Attila Borbely, cestista e allenatore di pallacanestro rumeno (n. 1933 - † 1997)
- Attila Szabo, ex cestista rumeno (Cluj-Napoca, n. 1965)
- Attila Timár-Geng, cestista ungherese (Seghedino, n. 1924 - Budapest, † 2004)

## Ciclisti su strada(1)
- Attila Valter, ciclista su strada ungherese (Csömör, n. 1998)

## Condottieri(1)
- Attila, condottiero e sovrano unno (Pannonia, † 453)

## Criminali(1)
- Attila Ambrus, criminale e hockeista su ghiaccio ungherese (Fitod, n. 1967)

## Discoboli(1)
- Attila Horváth, discobolo ungherese (Kőszeg, n. 1967 - Szombathely, † 2020)

## Lottatori(1)
- Attila Repka, ex lottatore ungherese (n. 1968)

## Multiplisti(1)
- Attila Zsivóczky, ex multiplista ungherese (Budapest, n. 1977)

## Nuotatori(2)
- Attila Czene, ex nuotatore ungherese (Seghedino, n. 1974)
- Attila Zubor, ex nuotatore ungherese (Budapest, n. 1975)

## Pallamanisti(1)
- Attila Horváth, ex pallamanista ungherese (Dunaújváros, n. 1966)

## Pallanuotisti(3)
- Attila Decker, pallanuotista ungherese (Budapest, n. 1987)
- Attila Sudár, ex pallanuotista ungherese (Budapest, n. 1954)
- Attila Vári, pallanuotista ungherese (Budapest, n. 1976)

## Piloti automobilistici(1)
- Attila Tassi, pilota automobilistico ungherese (Budapest, n. 1999)

## Poeti(1)
- Attila József, poeta ungherese (Budapest, n. 1905 - Balatonszárszó, † 1937)

## Politici(1)
- Attila Ara-Kovács, politico ungherese (Oradea, n. 1953)

## Schermidori(5)
- Attila Fekete, schermidore ungherese (Halmeu, Romania, n. 1974)
- Attila Juhász, ex schermidore ungherese (n. 1972)
- Attila Keresztes, schermidore ungherese (Budapest, n. 1928 - Budapest, † 2002)
- Attila Kovács, schermidore ungherese (Budapest, n. 1939 - Budapest, † 2010)
- Attila Petschauer, schermidore ungherese (Budapest, n. 1904 - Zavidovo, † 1943)

## Scrittori(1)
- Attila Bartis, scrittore e fotografo romeno (Târgu Mureș, n. 1968)

## Sollevatori(2)
- Attila Czanka, ex sollevatore rumeno (Cluj, n. 1969)
- Attila Feri, ex sollevatore rumeno (Târgu Mureș, n. 1968)

## Tennisti(2)
- Attila Balázs, ex tennista ungherese (Budapest, n. 1988)
- Attila Sávolt, ex tennista, allenatore di tennis e telecronista sportivo ungherese (Budapest, n. 1976)

## Velocisti(1)
- Attila Molnár, velocista ungherese (Budapest, n. 2002)

## Vescovi cattolici(1)
- Attila Miklósházy, vescovo cattolico ungherese (Diósgyőr, n. 1931 - Pickering, † 2018)

## Senza attività specificata(3)
- Attila Császári, ex pentatleta e nuotatore ungherese (Budapest, n. 1954)
- Attila Kálnoki Kis, ex pentatleta ungherese (n. 1965)
- Attila Mizsér, ex pentatleta ungherese (Budapest, n. 1961)